# Perdita imbellis
Perdita imbellis är en biart som beskrevs av Timberlake 1968. Perdita imbellis ingår i släktet Perdita och familjen grävbin. Inga underarter finns listade i Catalogue of Life.